# Shake a Bone
Shake a Bone è il quinto album studio della one man band Son of Dave, pubblicato il 22 marzo 2010.

## Tracce
1. Rock 'n' Roll Talent Show – 1:46
2. Shake a Bone – 3:04
3. She Just Danced All Night – 2:52
4. Brokedown Lincoln – 3:07
5. Voodoo Doll – 3:08
6. Guilty – 3:49
7. Revolution Town – 3:39
8. Stiletto – 3:05
9. You All But Stay – 3:49
10. Undertaker – 2:27
11. Ain't Nothing But the Blues – 3:48
12. The Way We Roll 'Em – 3:42